# Špióni z Cambridge
Špióni z Cambridge (v anglickém originále Cambridge Spies) je britský televizní seriál z roku 2003, který pojednává o skupině špionů (tzv. Cambridgeská pětka) působících v letech 1934–1951 ve Velké Británii ve prospěch Sovětského svazu. Seriál se inspiroval skutečnými událostmi.

## Děj

### První část
Příběh začíná v roce 1934 na univerzitě v Cambridgi, kde na prestižní Trinity College studují Guy Burgess a Anthony Blunt. Oba jsou sympatizanti komunismu tajně spolupracující se Sovětským svazem. Podaří se jim pro svou věc získat další dva studenty – Kima Philbyho a Donalda Macleana. Přesvědčí je, že boj proti fašismu je možný pouze ve spojení se Sověty. Guy je provokatér a je zamilovaný do spolužáka Juliana Bella. Po škole bydlí všichni v Londýně, kde si pronajmou byt. Jejich instruktorem je agent Otto. Kim je vyslán do Vídně předat zásilku. Bydlí u dívky Litzi a aby ji zachránil před perzekucí, ožení se s ní a vrátí se společně do Británie za přáteli. V bytě bydlí rovněž Guyův milenec Jack Hewit. Kim se musí s Litzi rozejít, protože je známou komunistkou.

### Druhá část
Se svým vzděláním jsou všichni čtyři přátelé instruováni získat pozice ve významných britských institucích a musí veřejně popřít svoje politické přesvědčení. Guy je přijat jako redaktor do BBC a zároveň začne pracovat pro MI5. Donald získá místo na ministerstvu zahraničí. Guy se v roce 1937 dozvídá, že Julian Bell, který odejel do Španělska bojovat na straně interbrigadistů proti Francovi, zahynul. Do Španělska odjíždí Kim jako reportér a za ním je vyslán i Guy, aby ho instruoval, že má spáchat atentát na Franca. K atentátu ale nedojde. Poté, co je otřesen událostmi v Guernice, se Kim vrací zpět do Londýna. Anthony je vzdáleně příbuzný s královskou rodinou a dostane se do blízkosti královny Alžběty. Kim je přijat do MI5. Když Hitler se Stalinem uzavřou pakt o neútočení, jsou všichni zmateni. 1. září 1939 vstupuje Británie do války s Německem.

### Třetí část
Donald pracuje na britském velvyslanectví v Paříži a v kavárně v liduprázdném městě se seznamuje s Američankou Melindou. Protože v bitvě o Francii vítězí Hitler, ambasáda se připravuje na evakuaci. Melinda nemá prostředky odjet z města. Aby ji Donald zachránil, ožení se s ní a ona s ním může odjet do Británie. V Londýně se opět setkává se svými přáteli. Anthony rovněž pracuje pro MI5 a je vybrán pro delikátní úkoly týkající se královské rodiny. Kim má na starosti protisovětskou rozvědku. Je mu přidělen James Jesus Angleton jako stážista z americké CIA. Během bombardování Londýna se Donald přizná Melindě, že je sovětský špion. Melinda se rozhodne odejet do New Yorku, také proto, že je těhotná. Anthony se sblíží s Jackem Hewitem. Anthony touží po klidném životě a chce se vyvléct z povinností špiona. Dostane za úkol přesvědčit k další spolupráci Johna Cairncrosse, který spolupracuje na prolomení kódu šifrovacího stroje Enigma, a se Sověty už spolupracovat nechce. To se Anthonymu ovšem nepovede. Melinda se vrátí zpět k Donaldovi, aby mu řekla, že jejich dítě po porodu zemřelo. Když je Anthony vyslán králem Jiřím VI. na zámek Kronberg im Taunus do poraženého Německa, aby získal kompromitující korespondenci mezi bývalým britským panovníkem Eduardem VIII. a jeho německými příbuznými, pořídí jejich kopie, aby tím zajistil bezpečí pro sebe a své přátele.

### Čtvrtá část
Anthony již nepracuje pro Moskvu. Donald byl převelen na britské velvyslanectví do Washingtonu, kde má přístup k atomovému výzkumu. Spolupracuje s fyzikem Klausem Fuchsem, který se podílel na projektu Manhattan. S Melindou mají syna a Donald by chtěl jako špion skončit. Když v roce 1949 SSSR uskuteční svůj první jaderný výbuch, CIA zintenzivní pátrání a zjistí, že špionem je někdo z britské ambasády. Šetření vede James Jesus Angleton. Donald se s rodinou vrací do Londýna. Z Londýna přijíždí vyšetřovat špionáž Kim a po něm Guy. Krátce před odhalením Donaldovy totožnosti se jej podaří poslat spolu s Guyem do Moskvy. Anthony už jako špion nepůsobí. Pracuje jako kurátor v Queen's Gallery v Buckinghamském paláci. Přijíždí se podívat do Trinity College a zavzpomínat na jejich společné počátky.

## Obsazení
| Tom Hollander        | Guy Burgess          |
| Toby Stephens        | Kim Philby           |
| Samuel West          | Anthony Blunt        |
| Rupert Penry-Jones   | Donald Maclean       |
| Lisa Dillon          | Litzi Friedman       |
| Patrick Kennedy      | Julian Bell          |
| Stuart Laing         | Jack Hewit           |
| Julian Firth         | Princ Waleský        |
| Anthony Andrews      | král Jiří VI.        |
| Angus Wright         | Guy Liddell          |
| Alastair Galbraith   | John Cairncross      |
| John Light           | James Jesus Angleton |
| Ronald Pickup        | plukovník Winter     |
| Anna-Louise Plowman  | Melinda              |
| David Savile         | otec May             |
| James Fox            | Lord Halifax         |
| Garrick Hagon        | Klaus Fuchs          |
| Simon Woods          | Charlie Givens       |
| Benedict Cumberbatch | Edward Hand          |
| Imelda Staunton      | královna Alžběta     |
| Marcel Iures         | Otto                 |